# Carabus vietinghoffi
Carabus vietinghoffi är en skalbaggsart som beskrevs av Adams. Carabus vietinghoffi ingår i släktet Carabus och familjen jordlöpare. Inga underarter finns listade i Catalogue of Life.

## Bildgalleri

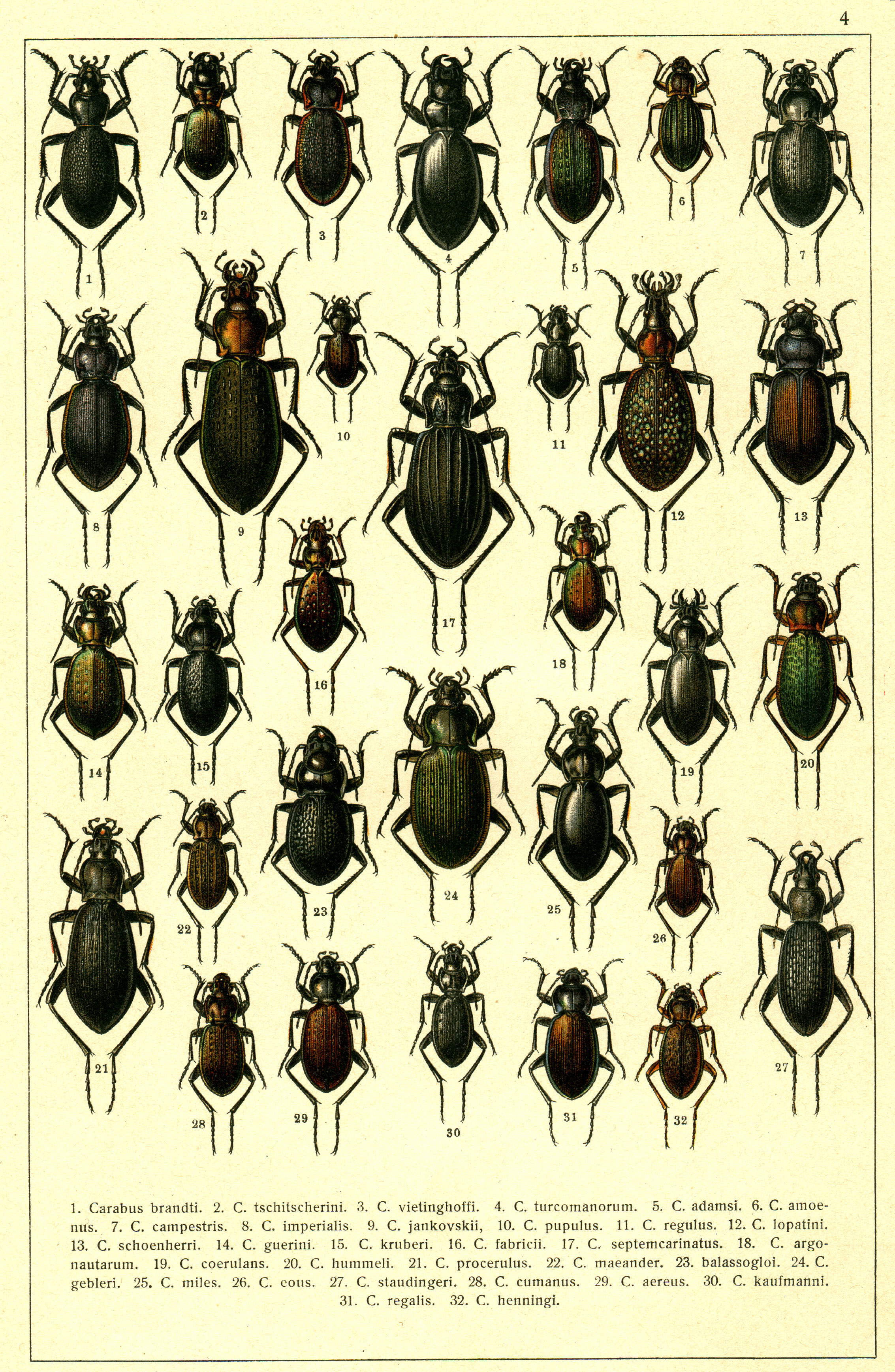